# Serie A 1976/77
De Serie A 1976/77 was het 74ste voetbalkampioenschap (scudetto) in Italië en het 46ste seizoen van de Serie A. Juventus werd kampioen.

## Eindstand
|     | Team            | Ptn   | Wed | W  | G  | V  | DV | DT | Opmerking |
| --- | --------------- | ----- | --- | -- | -- | -- | -- | -- | --------- |
| 1.  | Juventus FC     | 51    | 30  | 23 | 5  | 2  | 50 | 20 | EC I      |
| 2.  | Torino Calcio   | 50    | 30  | 21 | 8  | 1  | 51 | 14 | UEFA Cup  |
| 3.  | AC Fiorentina   | 35    | 30  | 12 | 11 | 7  | 38 | 31 | UEFA Cup  |
| 4.  | Internazionale  | 33    | 30  | 10 | 13 | 7  | 34 | 27 | UEFA Cup  |
| 5.  | Lazio Roma      | 31    | 30  | 10 | 11 | 9  | 34 | 28 | UEFA Cup  |
| 6.  | AC Perugia      | 29    | 30  | 9  | 11 | 10 | 32 | 28 |           |
| 7.  | SSC Napoli      | 28 1. | 30  | 9  | 11 | 10 | 37 | 38 |           |
| 7.  | AS Roma         | 28    | 30  | 9  | 10 | 11 | 27 | 33 |           |
| 7.  | Hellas Verona   | 28    | 30  | 7  | 14 | 9  | 26 | 32 |           |
| 10. | AC Milan        | 27    | 30  | 5  | 17 | 8  | 30 | 33 | EC II     |
| 10. | Genoa CFC       | 27    | 30  | 8  | 11 | 11 | 40 | 45 |           |
| 10. | Bologna         | 27    | 30  | 8  | 11 | 11 | 24 | 31 |           |
| 13. | US Foggia       | 26    | 30  | 10 | 6  | 14 | 33 | 39 |           |
| 14. | Sampdoria Genua | 24    | 30  | 6  | 12 | 12 | 28 | 42 | Serie B   |
| 15. | US Catanzaro    | 21    | 30  | 7  | 7  | 16 | 26 | 43 | Serie B   |
| 16. | \| AC Cesena    | 14    | 30  | 3  | 8  | 19 | 22 | 48 | Serie B   |

1.SSC Napoli kreeg bij de start van het seizoen één strafpunt.

## Statistieken

### Scheidsrechters
| Naam            | Geboren    | Debuut     | Duels | Kreeg geel | Kreeg voor de tweede keer geel en dus rood | Weggestuurd | Pen. |
| --------------- | ---------- | ---------- | ----- | ---------- | ------------------------------------------ | ----------- | ---- |
| Enzo Barbaresco | 24.04.1937 | 03.12.1967 | 10    | ?          | ?                                          | ?           | 1    |

### Juventus
Bijgaand een overzicht van de spelers van Juventus, die in het seizoen 1976/77 onder leiding van trainer-coach Giovanni Trapattoni voor de zeventiende keer in de clubgeschiedenis kampioen van Italië werden.
| Naam                    | Min.  | Duels | B  | Werd in het veld gebracht | Werd van het veld gehaald | Goal | Kreeg geel | Kreeg voor de tweede keer geel en dus rood | Weggestuurd |
| ----------------------- | ----- | ----- | -- | ------------------------- | ------------------------- | ---- | ---------- | ------------------------------------------ | ----------- |
| Romeo Benetti           | 2547' | 30    | 30 | 0                         | 2                         | 4    | ?          | ?                                          | ?           |
| Roberto Bettega         | 2545' | 30    | 30 | 0                         | 2                         | 17   | ?          | ?                                          | ?           |
| Franco Causio           | 2593' | 30    | 30 | 0                         | 1                         | 5    | ?          | ?                                          | ?           |
| Gaetano Scirea          | 2602' | 30    | 30 | 0                         | 1                         | 1    | ?          | ?                                          | ?           |
| Dino Zoff               | 2610' | 30    | 30 | 0                         | 0                         | 0    | ?          | ?                                          | ?           |
| Roberto Boninsegna      | 2520' | 29    | 29 | 0                         | 0                         | 10   | ?          | ?                                          | ?           |
| Antonello Cuccureddu    | 2490' | 29    | 29 | 0                         | 1                         | 1    | ?          | ?                                          | ?           |
| Claudio Gentile         | 2514' | 29    | 29 | 0                         | 1                         | 1    | ?          | ?                                          | ?           |
| Marco Tardelli          | 2420' | 28    | 28 | 0                         | 1                         | 4    | ?          | ?                                          | ?           |
| Giuseppe Furino         | 2098' | 26    | 25 | 1                         | 2                         | 1    | ?          | ?                                          | ?           |
| Francesco Morini        | 2162' | 26    | 26 | 0                         | 2                         | 0    | ?          | ?                                          | ?           |
| Antonio Cabrini         | 470'  | 7     | 4  | 3                         | 0                         | 1    | ?          | ?                                          | ?           |
| Sergio Gori             | 256'  | 7     | 1  | 6                         | 1                         | 1    | ?          | ?                                          | ?           |
| Luciano Spinosi         | 404'  | 7     | 4  | 3                         | 0                         | 0    | ?          | ?                                          | ?           |
| Alberto Marchetti       | 479'  | 6     | 5  | 1                         | 0                         | 0    | ?          | ?                                          | ?           |
|                         |       |       |    |                           |                           |      |            |                                            |             |
| Giancarlo Alessandrelli | 0     | 0     | 0  | 0                         | 0                         | 0    | 0          | 0                                          | 0           |
| Sandro Beccaris         | 0     | 0     | 0  | 0                         | 0                         | 0    | 0          | 0                                          | 0           |
| Massimo Berti           | 0     | 0     | 0  | 0                         | 0                         | 0    | 0          | 0                                          | 0           |
| Stefano Bobbo           | 0     | 0     | 0  | 0                         | 0                         | 0    | 0          | 0                                          | 0           |
| Ferdinando Bogani       | 0     | 0     | 0  | 0                         | 0                         | 0    | 0          | 0                                          | 0           |
| Luigi Capuzzo           | 0     | 0     | 0  | 0                         | 0                         | 0    | 0          | 0                                          | 0           |
| Lorenzo Cascella        | 0     | 0     | 0  | 0                         | 0                         | 0    | 0          | 0                                          | 0           |
| Francesco Della Monica  | 0     | 0     | 0  | 0                         | 0                         | 0    | 0          | 0                                          | 0           |
| Fabio Francisca         | 0     | 0     | 0  | 0                         | 0                         | 0    | 0          | 0                                          | 0           |
| Gian Piero Gasperini    | 0     | 0     | 0  | 0                         | 0                         | 0    | 0          | 0                                          | 0           |
| Renato Gola             | 0     | 0     | 0  | 0                         | 0                         | 0    | 0          | 0                                          | 0           |
| Walter Lanni            | 0     | 0     | 0  | 0                         | 0                         | 0    | 0          | 0                                          | 0           |
| Paolo Marchini          | 0     | 0     | 0  | 0                         | 0                         | 0    | 0          | 0                                          | 0           |
| Stefano Noferi          | 0     | 0     | 0  | 0                         | 0                         | 0    | 0          | 0                                          | 0           |
| Salvatore Saporito      | 0     | 0     | 0  | 0                         | 0                         | 0    | 0          | 0                                          | 0           |
| Maurizio Schincaglia    | 0     | 0     | 0  | 0                         | 0                         | 0    | 0          | 0                                          | 0           |
| Plinio Serena           | 0     | 0     | 0  | 0                         | 0                         | 0    | 0          | 0                                          | 0           |

Scudetto:
1898 ·
1899 ·
1900 ·
1901 ·
1902 ·
1903 ·
1904 ·
1905 ·
1906 ·
1907 ·
1908 ·
1909 ·
1909/10 ·
1910/11 ·
1911/12 ·
1912/13 ·
1913/14 ·
1914/15 ·
1915/16 · 1916/17 · 1917/18 · 1918/19 · 
1919/20 ·
1920/21 ·
1921/22 ·
1922/23 ·
1923/24 ·
1924/25 ·
1925/26 ·
1926/27 ·
1927/28 ·
1928/29

Serie A:
1929/30 ·
1930/31 ·
1931/32 ·
1932/33 ·
1933/34 ·
1934/35 ·
1935/36 ·
1936/37 ·
1937/38 ·
1938/39 ·
1939/40 ·
1940/41 ·
1941/42 ·
1942/43 ·
1944/45 ·
1945/46 ·
1946/47 ·
1947/48 ·
1948/49 ·
1949/50 ·
1950/51 ·
1951/52 ·
1952/53 ·
1953/54 ·
1954/55 ·
1955/56 ·
1956/57 ·
1957/58 ·
1958/59 ·
1959/60 ·
1960/61 ·
1961/62 ·
1962/63 ·
1963/64 ·
1964/65 ·
1965/66 ·
1966/67 ·
1967/68 ·
1968/69 ·
1969/70 ·
1970/71 ·
1971/72 ·
1972/73 ·
1973/74 ·
1974/75 ·
1975/76 ·
1976/77 ·
1977/78 ·
1978/79 ·
1979/80 ·
1980/81 ·
1981/82 ·
1982/83 ·
1983/84 ·
1984/85 ·
1985/86 ·
1986/87 ·
1987/88 ·
1988/89 ·
1989/90 ·
1990/91 ·
1991/92 ·
1992/93 ·
1993/94 ·
1994/95 ·
1995/96 ·
1996/97 ·
1997/98 ·
1998/99 ·
1999/00 ·
2000/01 ·
2001/02 ·
2002/03 ·
2003/04 ·
2004/05 ·
2005/06 ·
2006/07 ·
2007/08 ·
2008/09 ·
2009/10 ·
2010/11 ·
2011/12 ·
2012/13 ·
2013/14 ·
2014/15 ·
2015/16 ·
2016/17 .
2017/18 ·
2018/19 ·
2019/20 ·
2020/21 ·
2021/22 ·
2022/23 ·
2023/24 .
2024/25